# 한국의 사진
한국의 사진 촬영은 조선 시대의 외국인과의 접촉 금지 정책으로 인해 19세기 후반까지 지연되었다.
처음으로는, 1860년대와 1870년대에 펠리체 베아토(Felix Beato)와 같은 몇몇 외국 사진가들이 한국에서 사진을 찍거나 국외 한국인의 사진을 찍었다.
19세기 후반에 몇몇 한국 사진가들이 등장했다. 1883년 우리나라 최초의 전문 사진가인 김용원이 사진관을 열었고, 1884년에는 지운영과 황철이 사진관을 열었다. 그러나 이들 스튜디오의 활동이 국내 사진 확산으로 이어지지는 못했다.
1910년 일본이 한국을 식민지화한 이후 일본 사진가들은 한국에서 활발히 활동했다. 한편, 경성사진가협회(京城写真師会)는 1926년에 창립되었다. 또한 1930년대에는 한국의 아마추어 사진가들이 많이 등장하여 “70개의 아마추어 사진 동호회, 최대 1000명 회원”을 결성하였다. 일본 정부는 제2차 세계대전 당시 한국 사진가들의 활동을 제한했다.
제2차 세계대전 이후 1945년 아마추어 사진가 집단인 조선사진예술연구회가 결성되었다. 이 시기 아마추어 사진가들 사이에서는 예술사진이 주류를 이루었다.

## 대한민국
1960년대 한국전쟁 이후 포토저널리즘과 상업사진이 등장하기 시작했다.
1970년대 이후 사진은 한국에서 큰 인기를 얻었고, 지금도 여전히 한국인들 사이에서 인기가 높다.

## 이 지역에서의 연구자
- 육명심(陸命心) - 서울예술대학